# Искровка (Винницкая область)
Искровка (укр. Іскрівка) — село на Украине, находится в Тывровском районе Винницкой области.
Код КОАТУУ — 0524584403. Население по переписи 2001 года составляет 44 человека. Почтовый индекс — 23340. Телефонный код — 4355.
Занимает площадь 0,265 км².

## Адрес местного совета
23324, Винницкая область, Тывровский р-н, с. Новое Город, ул. Котовского